# Fest der Orthodoxie

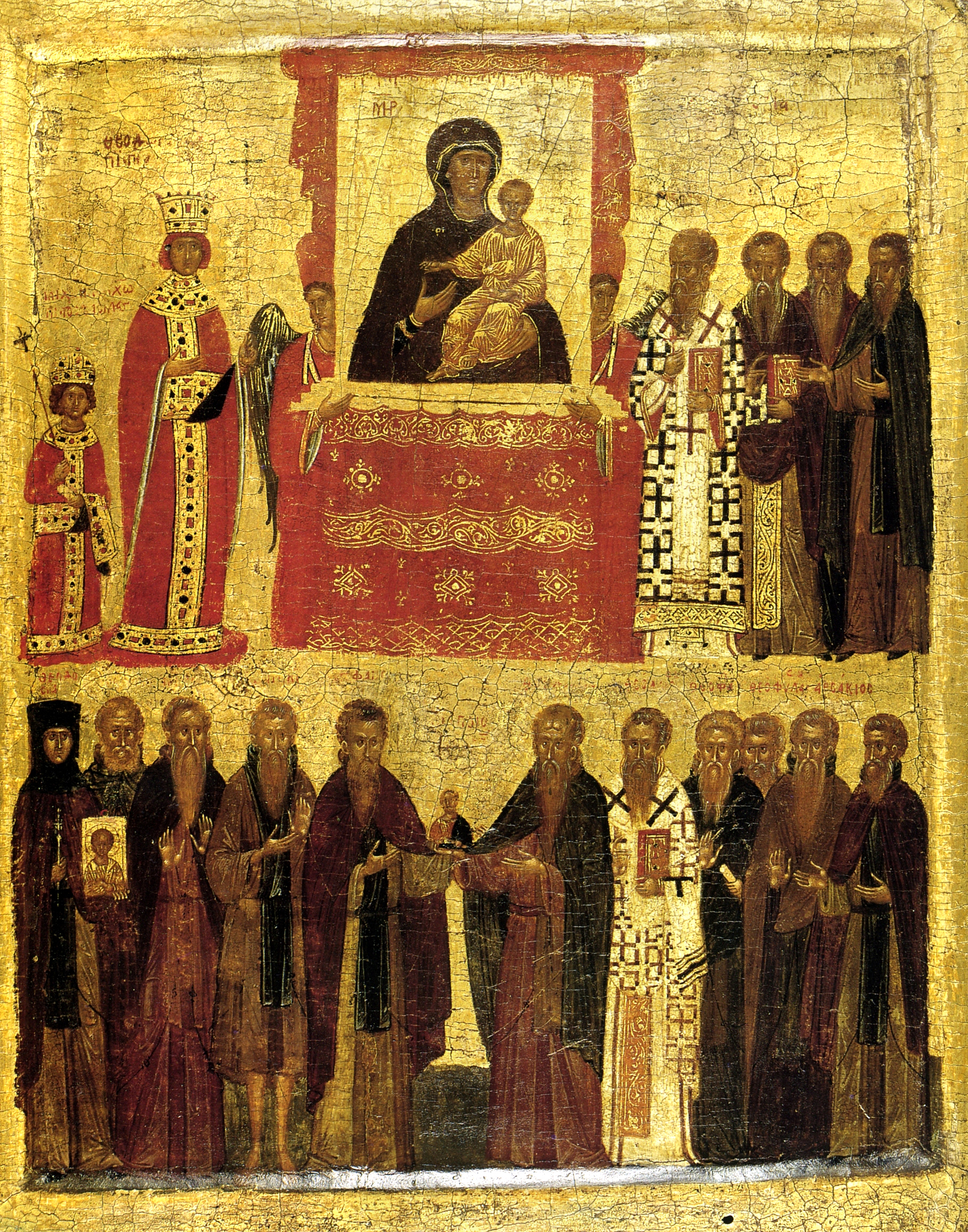
Triumph der Orthodoxie, Ikone 14./15. Jahrhundert, British Museum London

Das Fest der Orthodoxie, auch Triumph der Orthodoxie, ist ein liturgisches Fest in den orthodoxen Kirchen und den katholischen Ostkirchen, die dem byzantinischen Ritus folgen. Es wird am ersten Sonntag in der Fastenzeit vor Ostern begangen und erinnert an die Wiedereinführung der Bilderverehrung in Konstantinopel am 11. März 843 durch die Regentin Theodora II. und Patriarch Methodios I.

## Historischer Hintergrund
Vor der Schaffung des Festes der Orthodoxie hatte es im Byzantinischen Reich über als ein Jahrhundert lang einen theologischen Streit über die Frage nach der Rechtmäßigkeit der Bilderverehrung gegeben. Die Gegner der Praxis, bezeichnet als Ikonoklasten, gingen von einem Verbot der bildlichen Darstellung Gottes, Jesu Christi und der Heiligen aus. Davon ausgehend war für sie die einzige legitime Darstellung Christi die Eucharistie. Die Befürworter der Bildverehrung, bezeichnet als Ikonodulen, argumentierten, dass eine bildliche Darstellung Gottes zwar verboten sei, Jesus Christus aufgrund seiner Menschwerdung jedoch abgebildet werden dürfe. Neben anderen Gegenständen waren Bilder für sie eine weitere Möglichkeit, einen Eindruck von Gottes Gnade zu vermitteln. Die Bildverehrer argumentierten auch mit Regeln zur bildlichen Darstellung aus dem Alten Testament.
Der Konflikt wurde allerdings auch auf materieller Ebene ausgetragen. Einige Kaiser unterstützten die Ikonoklasten und ließen ihre Armee Bilder und Reliquien zerstören. Das Konzil von Hiereia 754 beschloss den Ikonoklasmus beschlossen, Bilderverehrung galt als Häresie. Das Zweite Konzil von Nicäa 787 wiederum bestimmte die Bilderverehrung zur Glaubenslehre: Bilder sollten ähnlich wie Kreuze und Evangelienbücher verehrt werden, da die Verehrung immer auch der abgebildeten Person gelte. Diese Glaubenslehre hob Kaiser Leo V. wieder auf, womit er den gegenteiligen Beschluss des Konzils von Hiereia wieder einsetzte. Auf Initiative von Theodora II. fand schließlich im Jahr 843 die Synode von Konstantinopel statt,  bei der die Bilderverehrung zugelassen wurde. Darauf folgten Enteignungen und Verfolgungen von Ikonoklasten.
Wie das Fest der Orthodoxie zeigt, hat sich die Sicht auf die Bilderverehrung als legitime und erwünschte Praxis durchgesetzt.